# Rumex sanguineus
Rumex sanguineus és una espècie de la família de les poligonàcies. Es troba a Europa central als llocs humits, i també, als boscos pertorbats. Planta perenne que assoleix una alçada de 50 a 80 (rarament 120) centímetres. Les tiges són de roges. La base de les fulles són oblongo-ovalades. La tija és tan llarga com la fulla. Aquesta és de color verd fosc, i té una llargària de 14 centímetres i fins a 6 centímetres d'amplària. La part superior de la tija estan les fulles, que són arrodonides a la base o en forma de falca.
Les inflorescències no neixen fins a mitjans de l'any. Els raïms de flors són més aviat laxes. La majoria de les flors són hermafrodites, encara que n'hi ha casos en què les flors són monoiques. L'interior dels fruits són estrets-oblongs, de 3 a 3,8 centímetres de llarg i 0,5 a 1,5 mil·límetres d'amplada, tenen una escorça molt prima. Només la part frontal té una gran protuberància esfèrica. Els fruits són de color marró fosc, d'1,6 a 2 mil·límetres de llarg. La tija del fruit és molt més llarga que el fruit.
El nombre cromosòmic és 2n = 20